# Belarus ishockeyfederation
Belarus ishockeyfederation bildades den 20 mars 1992 och ordnar med organiserad ishockey i Belarus. Belarus inträdde den 2 maj 1992 i IIHF.
I maj 2009 utsågs förbundet till arrangör av världsmästerskapet för herrar 2014.

### Fotnoter
1. ↑  ”Belarus”. International Ice Hockey Federation. http://www.iihf.com/iihf-home/countries/belarus.html. Läst 9 april 2012.